# Divisão de Contraterrorismo do FBI

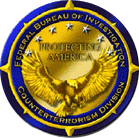
Emblema da divisão de contraterrorismo do FBI

A Divisão de Contraterrorismo (CTD) é uma divisão do Ramo de Segurança Nacional do Federal Bureau of Investigation. O CTD investiga ameaças de terrorismo dentro dos Estados Unidos, fornece informação sobre terroristas fora do país, e rastreia terroristas conhecidos mundialmente. Na sequência dos ataques de 11 de setembro em 2001, o financiamento e mão de obra da CTD têm significativamente aumentado.
A Divisão emprega operações de terreno de contraterrorismo organizadas em esquadrões, o número varia de acordo com a quantidade e diversidade da atividade na jurisdição do gabinete local. Gabinetes maiores, como o de Los Angeles, mantêm esquadrões de contraterrorismo para cada grande grupo terrorista, como também para terrorismo doméstico e financiamento terrorista, enquanto gabinetes mais pequenos combinaram tais responsabilidades em dois ou três esquadrões.

## Liderança
A Divisão de Contraterrorismo é liderada por um diretor assistente, que reporta ao diretor assistente executivo do Ramo de Segurança Nacional do FBI.

## Organização
A Divisão de Contraterrorismo tem vários ramos:
- Ramo de Inteligência
- Ramo de Operações I
- Ramo de Operações II
- Ramo de Operações III
- Ramo Analítico
- Ramo de Apoio Operacional

O Ramo de Operações I é composto por duas secções: Secção de Operações de Terrorismo Internacional I (ITOS-I) e Secção de Operações de Terrorismo Internacional II (ITOS-II). A ITOS-I cobre a atividade terrorista da al Qaeda numa base regional nos Estados Unidos e estrangeiro. A ITOS-II concentra-se em quatro grupos não al Qaeda: grupos rejeitacionista palestinianos, Irão e Hezbollah, Iraque/Síria/Líbia, e outros grupos globais terroristas. A ITOS II tem um agente da Central Intelligence Agency a servir como Deputado Chefe de Secção, e um agente do FBI é destacado para o Centro de Contraterrorismo da CIA como o Diretor Deputado da unidade.
O Ramo de Operações II inclui três secções mais díspar: a Secção de Operações de Terrorismo Doméstico (DTOS), a Secção de Exploração de Ameaça (XTS), e Secção de Operações de Financiamento de Terrorismo (TFOS).
- A missão da DTOS é supervisionar e fornecer apoio operacional às investigações de terrorismo doméstico do FBI mundialmente.
- A TFOS é uma entidade operacional e coordenadora. Dirige as investigações de financiamento de terrorismo e trabalha junto com parceiros para bloquear e congelar bens. No entanto, o seu papel principal é coordenar e apoiar os componentes financeiros das investigações de terrorismo conduzidas pela ITOS I e II. A missão da TFOS é identificar, investigar, processar, perturbar, e desmontar gradualmente todas as atividades financeiras e de angariação de fundos relacionadas a terrorismo. A secção é composta por quatro unidades:
  - Unidade Investigativa Financeira Fundamentalista Radical
  - Unidade Doméstica de WND e Investigações Financeiras Globais
  - Unidade de Investigações Financeiras Globais Extremistas
  - Unidade de Análise de Inteligência Financeira

O Ramo Analítico inclui duas secções: a Secção de Análise de Contraterrorismo (que apoia as Operações I e II) e a Secção de Relatórios e Requirimentos de Terrorismo (TRRS). O Ramo também inclui uma Unidade de Avaliação e Análise Estratégica e Unidade de Produção e Publicações.
O Ramo de Apoio Operacional gere as funções administrativas e de recursos da CTD, o FBI detalha às outras agências, e a Força-Tarefa de Rastreamento de Terroristas Estrangeiros. As várias Força-Tarefa de Terrorismo Conjunto locais caem sob o domínio deste ramo.

## Antigos membros notáveis
- Mark F. Giuliano, antigo diretor assistente da Divisão de Contraterrorismo do FBI, antigo 15º Deputado Diretor do Federal Bureau of Investigation
- Andrew McCabe (nascido em 1968), antigo agente da Divisão de Contraterrorismo do FBI, antigo Diretor do FBI
- Max Wise (nascido em 1975), antigo agente da Divisão de Contraterrorismo do FBI, serve como um membro do Senado de Kentucky

## Também ver
- MI5
- Comando Antiterrorismo (SO15)
- Direção da vigilância do território (DST)
- Comissariado Geral de Informação (CGI)
- Serviço de Informação da Guarda Civil (SIGC)
- Departamento de Segurança Pública do Departamento de Polícia Metropolitana de Tóquio
- Interpol